# Sorin Paraschiv
Sorin Ioan Paraschiv (* 17. Juni 1981 in Alexandria, Kreis Teleorman) ist ein ehemaliger rumänischer Fußballspieler. Er bestritt insgesamt 225 Spiele in der rumänischen Liga 1 und der ukrainischen Premjer-Liha. In den Jahren 2001, 2005 und 2006 gewann er mit Steaua Bukarest die rumänische Meisterschaft.

## Karriere

### Verein
Paraschiv begann seine Karriere in der Jugendabteilung von Steaua Bukarest. Am 10. Mai 2000 gab er sein Debüt in der Divizia A, als er beim 3:0-Sieg gegen den FC Extensiv Craiova auf dem Platz stand. 2007 wechselte er für 500.000 Euro zu Rimini Calcio in die italienische Serie B. Er unterschrieb einen Vertrag bis 2011. Am 25. August 2007 gab er sein Debüt in der Serie B, als er beim 0:0-Unentschieden gegen den FC Bologna spielte. Im Sommer 2009 wechselte Paraschiv ablösefrei zum amtierenden rumänischen Meister Unirea Urziceni. Diesen verließ er im August 2010 und schloss sich Wolyn Luzk in der ukrainischen Premjer-Liha an. Bereits im Sommer 2011 endete sein Gastspiel. Paraschiv fand zunächst keinen neuen Verein und heuerte zu Beginn des Jahres 2012 beim rumänischen Zweitligisten Farul Constanța an. Im Sommer 2012 nahm ihn CS Concordia Chiajna in der Liga 1 unter Vertrag. Mit seinem neuen Klub musste er am Saisonende sportlich in die Liga II absteigen, schaffte aber am grünen Tisch den Klassenverbleib. Ende August 2013 wechselte er zum unterklassigen Juventus Bascov. Dort beendete er ein Jahr später seine aktive Laufbahn.

### Nationalmannschaft
Paraschiv bestritt 2004 gegen Andorra sein erstes Länderspiel, welches Rumänien 5:1 gewann.

## Erfolge/Titel
- Rumänischer Meister (3): 2000/01, 2004/05, 2005/06
- Rumänischer Supercupsieger (2): 2000/01, 2005/06